# 비터 (맥주)

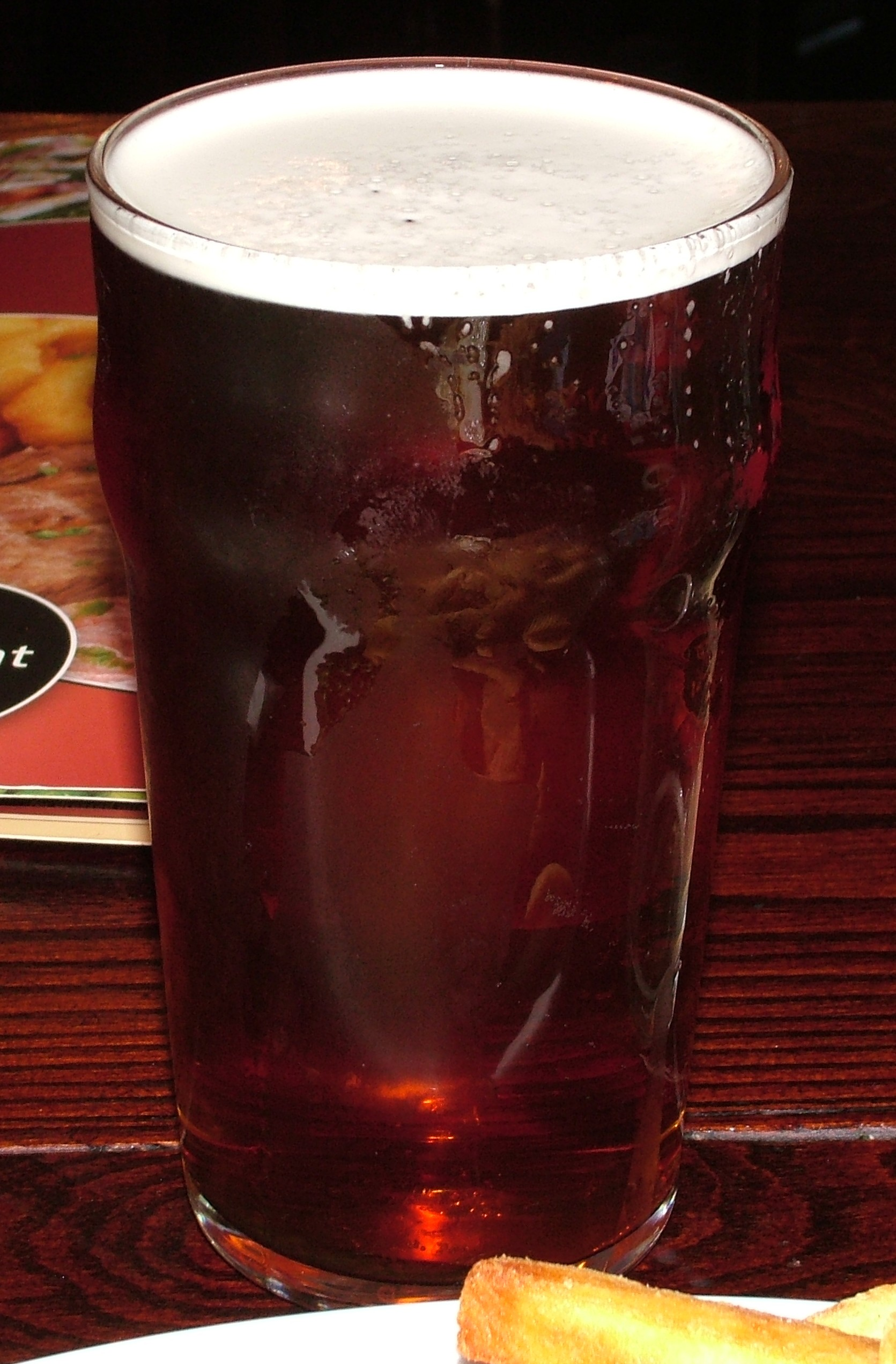

비터(Bitter)는 금색에서 어두운 호박색까지 색상이 다양한 영국식 페일 에일이며, 도수는 일반적으로 부피 기준으로 3%~5.5%의 알코올이다.

## 역사
"비터(bitter)"라는 용어는 영국에서 19세기 초부터 페일 에일을 묘사하는 데 사용되었다. 양조업자들은 "페일 에일"이라는 용어를 사용했지만 펌프 클립이 도입되기 전에 공공 주택의 고객은 마일드 에일과 구별하기 위해 "쓴맛"을 요구했다. 19세기 말에는 양조업자들도 이 용어를 사용하기 시작했다.
20세기에 비터는 영국 펍에서 판매되는 생맥주 중 가장 인기 있는 유형이 되었으며 "영국의 국민 음료"로 묘사되었다. 스코틀랜드에서는 쓴 맛이 강도, 색상 및 바디에 따라 "가벼움" 또는 "무거움"으로 알려져 있다.
비터는 전통적으로 캐스크에서 조절되며 캐스크의 탭을 통해 중력에 의해 분배되거나 11~14 °C(50~55 °F)의 "지하실 온도"에서 맥주 엔진에 의해 분배된다. 북미 지역에서는 수제 맥주 양조가 인기를 끌면서 1980년대부터 영국식 비터를 양조하게 되었다.

## 스타일
비터는 페일 에일 맥주 스타일에 속하며 짙은 호박색부터 황금빛 여름 에일까지 다양한 강도, 풍미 및 외관을 가질 수 있다. abv는 3% 미만일 수 있으며 프리미엄 또는 강한 비터의 경우 최대 7%까지 가능하다. 카라멜 색소를 첨가하여 색상을 조절할 수 있다. 인도 페일 에일(India Pale Ale) 스타일의 맥주와 비슷하지만, 쓴 맛이 덜 홉 향이 난다. SIBA의 2020년 조사에 따르면 2020년 영국의 평균 쓴 맥주 강도는 4.2%였다.